# Pantropía

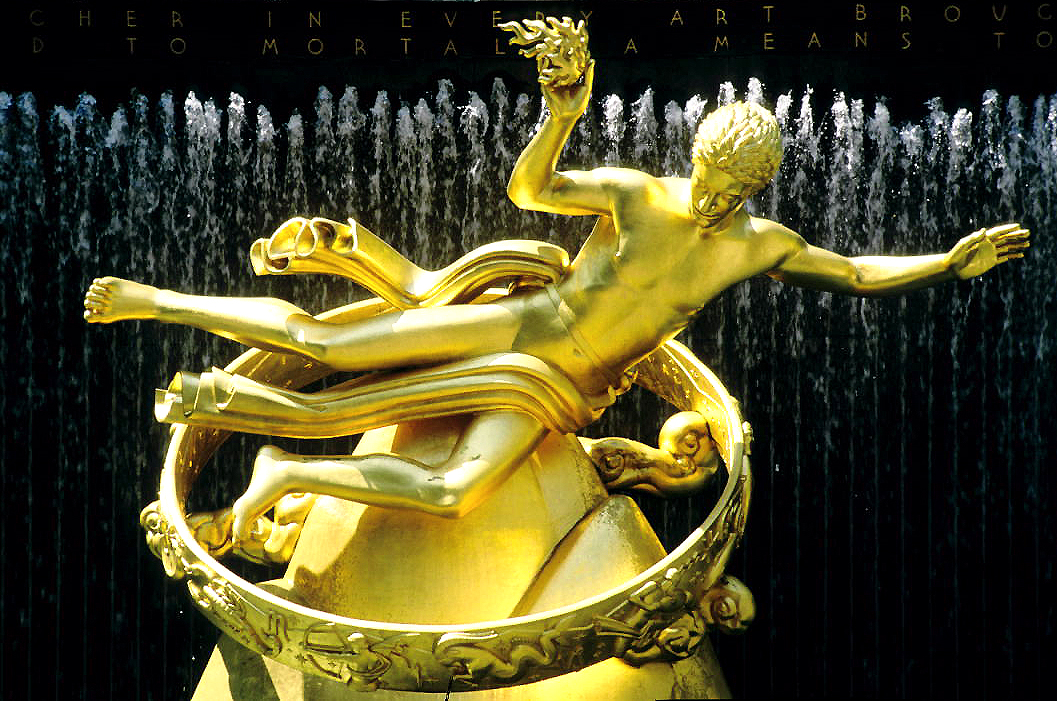
Escultura de Prometeo en Plaza del Centro Rockefeller. de Manhattan, Ciudad de Nueva York (Nueva York, Estados Unidos)

La pantropía (pantropy) es un término utilizado en el ámbito de la ciencia ficción acuñado por James Blish en una serie de relatos que en 1957 reuniría bajo el título de Semillas Estelares (The Seedling Stars). La palabra está formada de los vocablos griegos παν (pan, todo) y τρoπή (tropé, transformación).
La pantropía aparece como una alternativa al concepto de terraformación para llevar a cabo la colonización de otros planetas: mientras ésta tiene como objetivo la alteración del planeta con el fin de poder ser habitado con cierta facilidad por los humanos, la pantropía adopta la solución opuesta: en lugar de adaptar el entorno al hombre, es el 
propio ser humano el que es modificado, generalmente mediante técnicas de ingeniería genética, para adaptarse a todo tipo de entornos alienígenas.
Otras obras que utilizan el aún no muy explotado concepto de la pantropía son el relato Llamadme Joe (1957; Call me Joe), de Poul Anderson, Homo plus (1976; Man Plus) de Frederik Pohl y Terra Formars (テラフォーマーズ) (2011), manga japonés.
- Datos: Q3362485